# Giovanni Battista Bugatti
Giovanni Battista Bugatti (6 de marzo de 1779-18 de junio de 1869) fue el verdugo oficial de los Estados Papales entre 1796 y 1864. Fue el verdugo que sirvió por más tiempo a los Estados y fue apodado como Mastro Titta, una corrupción romana de maestro di giustizia, o maestro de justicia. A la edad de 85 años fue retirado por el Papa Pío IX con una pensión mensual de 30 escudos.

## Biografía
La carrera de Bugatti a cargo de las ejecuciones duró 68 años y comenzó cuando tenía 17 años, el 22 de marzo de 1796, y duró hasta 1864. Hasta 1810, el método de ejecución fue la decapitación con hacha, ahorcamiento o mazo. Los franceses introdujeron el uso de la guillotina, que continuó después de que los Estados Pontificios recuperaran su soberanía (la primera guillotina papal ocurrió en 1816) hasta las últimas ejecuciones. Durante los 68 años que trabajó como verdugo oficial, Bugatti llevó a cabo un total de 514 ejecuciones, un promedio de 7,5 por año (en su cuaderno, Bugatti anotó 516 nombres de ejecutados pero se restan dos presos, uno porque le dispararon y el otro porque fue ahorcado y descuartizado por el ayudante).
Bugatti se describe como bajo y corpulento, y siempre bien vestido. Frecuentaba la iglesia Santa María en Traspontina. Estaba casado pero no tenía hijos. Cuando no cumplía con sus deberes oficiales, Bugatti y su esposa vendían paraguas pintados y otros recuerdos a los turistas. Se refirió a sus ejecuciones como jueces y a los condenados como pacientes.
No podía salir del barrio de Trastevere a menos que fuera por asuntos oficiales. Oficialmente, esto era para su propia protección, en caso de que los familiares de los que había ejecutado decidieran vengarse de él. Extraoficialmente, probablemente se debió a la superstición con respecto a su trabajo de medio tiempo. Al verlo cruzar el puente, los vecinos de Roma serían alertados de que estaba a punto de llevarse a cabo una ejecución y la gente se congregaría para presenciar el popular evento.
Una de sus ejecuciones, llevada a cabo el 8 de marzo de 1845, fue descrita por Charles Dickens en su obra Estampas de Italia (1846).
Sus ropas, hachas y guillotinas manchadas de sangre se exhiben en el Museo de Criminología en la Via del Gonfalone en Roma. La guillotina es de una construcción muy peculiar, con hoja recta y cuello en forma de V.